# Âge d'or de la libre-pensée
L'âge d'or de la pensée libre est la période du milieu du XIXe siècle de l'histoire des États-Unis qui a vu le développement du mouvement sociopolitique promouvant la libre-pensée. La période allant de 1875 à 1914 environ est décrite comme « la marque des hautes eaux de la libre-pensée en tant que mouvement influent de la société américaine ». Cela a commencé vers 1856 et a duré au moins jusqu'à la fin du siècle. L'auteur Susan Jacoby situe la fin de l'âge d'or au début de la Première Guerre mondiale. 
La libre-pensée est une position philosophique selon laquelle les idées et les opinions doivent être fondées sur la science et la raison, et non restreintes par l'autorité, la tradition ou la religion. L’âge d’or était encouragé par les conférences du très populaire orateur agnostique Robert G. Ingersoll, la popularisation de l’Origine des espèces de Charles Darwin, la pression en faveur du suffrage des femmes et d’autres tendances politiques, scientifiques et sociales opposées à l'orthodoxie religieuse. Elle a amené les gens à remettre en question leurs idées traditionnelles sur le monde.    